# Alborosie
Alberto D'Ascola dit Alborosie, né le 4 juillet 1977 à Marsala, en Sicile, est un chanteur de reggae italien (Sicile). Il est le premier artiste italien à connaître un succès international sur la scène reggae.

## Biographie
Alberto D'Ascola naît à Marsala en Sicile en 1977 au sein d'une famille modeste : son père est policier et sa mère, femme de ménage. Peu après, la famille s'installe à Milan. Durant son adolescence, Alberto découvre la musique noire américaine, puis s'intéresse au reggae grâce à Bob Marley et à des groupes comme Culture et Burning Spear.
Durant les années 1990, il commence sa carrière au sein de Reggae National Tickets. Le chanteur est alors connu sous le nom de Stena,. Le groupe réalise cinq albums et se produit en Jamaïque à l'occasion du festival Reggae Sumfest (en). Il se fait connaître grâce notamment au single Il Mondo sorti en 2000.
En 2001, le chanteur quitte l'Europe pour la Jamaïque et s'installe à Kingston. Il a l'occasion de travailler en studio avec le producteur Jon Baker (en), enregistre ses premiers titres en solo et obtient un hit en 2006 avec les singles Herbalist et Kingston Town. Son premier album solo, Soul Pirate, est édité en 2008.
En 2011, l'album 2 Times Revolution est récompensé aux MOBO Awards dans la catégorie « Best reggae album ». Sound The System, édité en 2013 par le label Greensleeves Records, est enregistré avec la participation de la chanteuse Nina Zilli, du groupe The Abyssinians et de Ky-Mani Marley.
En 2018 sort l'album Unbreakable en collaboration avec les Wailers.
En 2020, il produit l'album Back A yard des Wailing Souls,.
En 2021, il sort l'album For The Culture dont le premier single Unprecedented Time fait référence à la pandémie de Covid-19 et le titre Listen to the Waves au mouvement Black Lives Matter.

## Discographie

### En solo
- 2021 : For The Culture (VP Records)| No  | Titre                                 | Durée |
| --- | ------------------------------------- | ----- |
| 1.  | For The Culture                       | 3:05  |
| 2.  | Challawa                              | 3:07  |
| 3.  | Ginal (feat. Collie Buddz)            | 3:16  |
| 4.  | Bun A Fyah                            | 3:21  |
| 5.  | Ready (feat. Jo Mersa Marley (en))    | 3:30  |
| 6.  | Out of The Darkness                   | 3:24  |
| 7.  | The System                            | 3:35  |
| 8.  | Never Let Me Down                     | 3:42  |
| 9.  | Unprecedented Time                    | 3:36  |
| 10. | Life To Live (feat. Wailing Souls)    | 3:40  |
| 11. | Break My Chains                       | 3:07  |
| 12. | Listen To The Waves                   | 3:33  |
| 13. | Walking                               | 3:11  |
| 14. | Where Do You Go? (feat. Big Mountain) | 3:44  |